# Đại học Thiết kế và Công nghệ Singapore

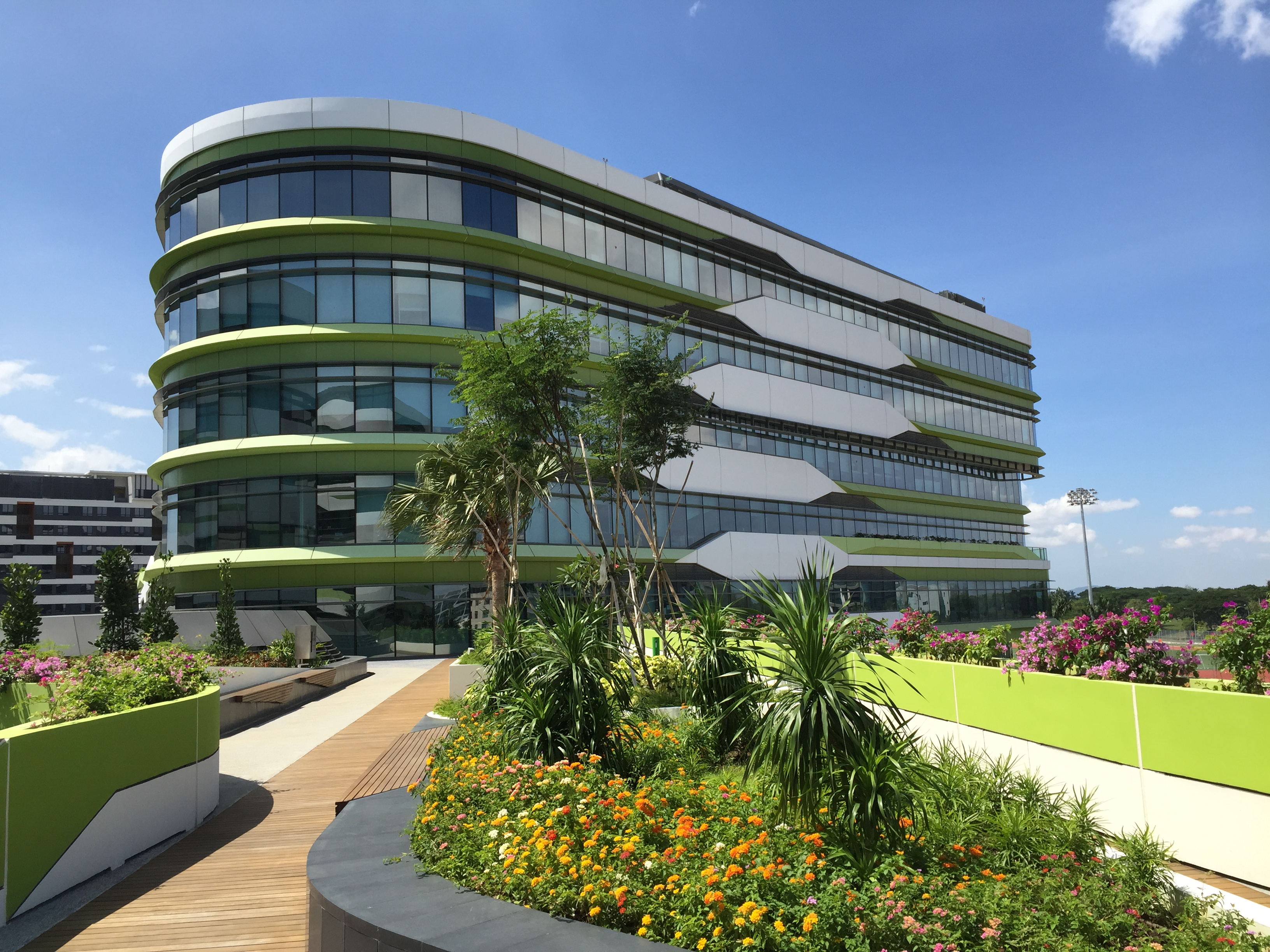
Tòa nhà số 3 thuộc trung tâm One-stop

Đại học Thiết kế và Công nghệ Singapore (tiếng Anh: Singapore University of Technology and Design, viết tắt SUTD) là đại học tự trị thứ tư ở Singapore, nằm bên cạnh trạm MRT Upper Changi.

## Lịch sử

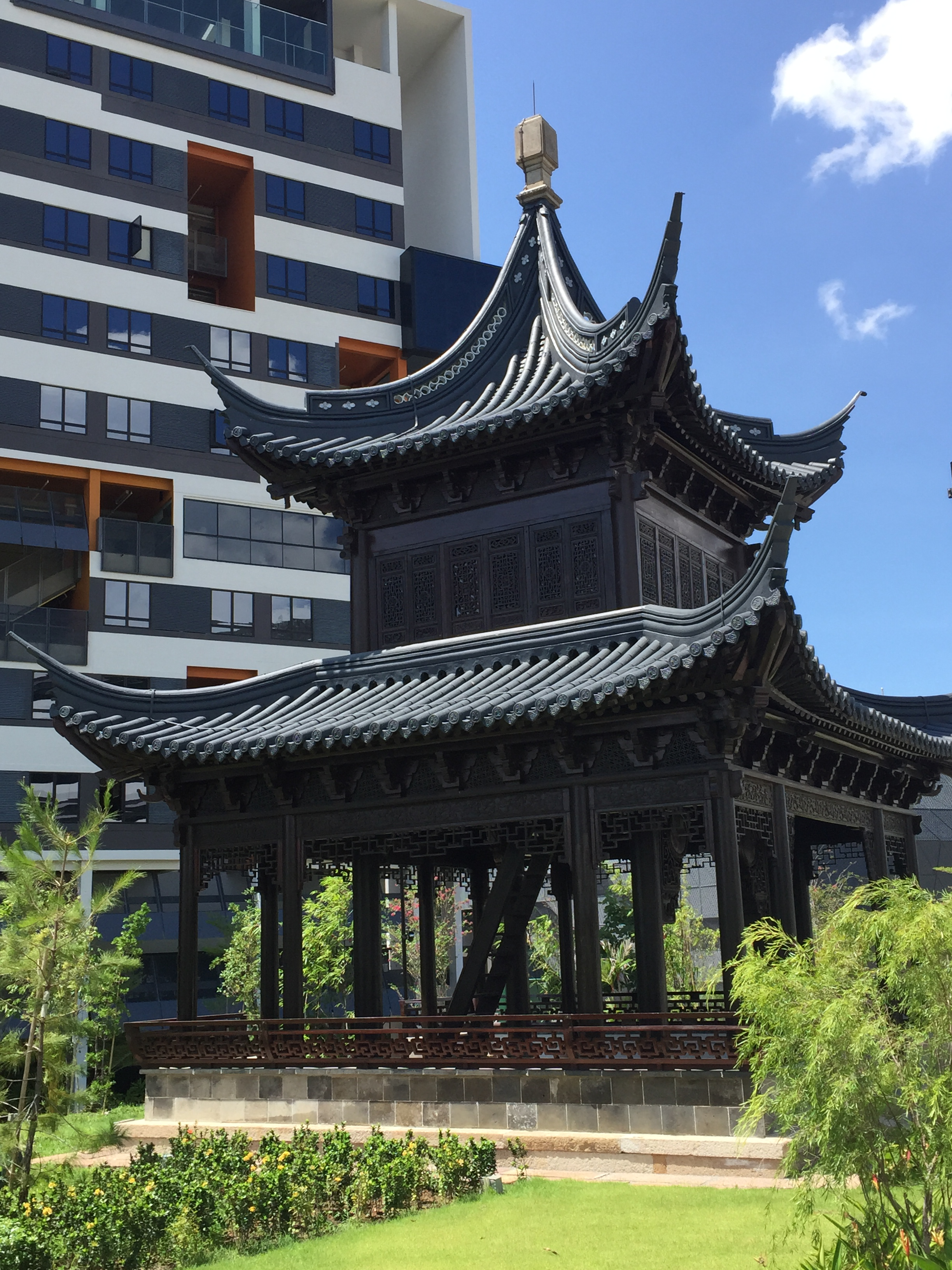
Một gian hàng cổ của Trung Quốc do nam diễn viên Hong Kong Thành Long tặng cho trường đại học.

Chủ tịch sáng lập đại học là Thomas L. Magnanti, cũng là giáo sư liên kết với viện Công nghệ Massachusetts (MIT).

## Hợp tác quốc tế
SUTD và MIT hợp tác với nhau để phát triển chương trình giảng dạy đại học, đồng giảng dạy các môn học của giảng viên MIT, trao đổi sinh viên, tuyển dụng và phát triển đội ngũ giảng viên SUTD và thành lập một trung tâm nghiên cứu lớn cùng trụ sở, Trung tâm Thiết kế Quốc tế SUTD – MIT (IDC).
SUTD và đại học Chiết Giang (ZJU) cũng tham gia hợp tác nghiên cứu để giải quyết những thách thức liên quan đến thế giới ngày nay, trong các lĩnh vực như chăm sóc sức khỏe, giao thông vận tải, năng lượng sạch và môi trường.